# Ascozonus subhirtus
Ascozonus subhirtus är en svampart som beskrevs av Renny 1874. Ascozonus subhirtus ingår i släktet Ascozonus och familjen Thelebolaceae.   Inga underarter finns listade i Catalogue of Life.